# Cockentrice
El cockentrice (pronunciado [kɒkˈɛntris]) es un plato que consiste en la parte superior del cuerpo de un cochinillo cosida a la mitad inferior de un capón o pavo. Alternativamente, la parte delantera (cabeza y torso) del ave se cose a la grupa del cochinillo para no desperdiciar la otra mitad. También se utilizan otras combinaciones de animales. El cockentrice se hilvanaba con una mezcla de yema de huevo y azafrán durante el asado o se cubría con papel de oro, también se rellenaba con una mezcla similar para tener un interior dorado. El plato tiene su origen en la Edad Media y al menos una fuente atribuye su creación a la dinastía Tudor del Reino de Inglaterra.

## Nomenclatura
Cockentrice, a veces también escrito cockentryce, es sólo una versión del nombre del plato. El nombre original era cokagrys o cotagres, un acrónimo de "cock" (gallo) y grys (cochinillo). Otras grafías de la época son koketris, cocagres y cokyntryche.